# Soča
El Soča (en eslovè), Lusinç (en furlà) o Isonzo (en italià) és un riu del nord d'Itàlia, al Friül, que neix a Eslovènia. El seu nom antic era Sontius. És un riu que travessa l'oest d'Eslovènia i el nord-est d'Itàlia. Amb el caràcter d'un riu alpí, el Soča-Lusinç neix a 1.100 metres d'altitud als Alps julians, a l'oest de la muntanya Triblav (2.864 metres) a la vall de Trenta. Baixant cap al sud 140 km després de Bovec, Kobarid, Tolmin, Nova Gorica i Gurize, entra a la mar Adriàtica prop de Monfalcòn, a Itàlia. Són conegudes la subespècie de truites del riu, Salmo trutta marmotarus, que viuen a la part superior del riu d'aigua cristal·lina. Actualment, estan en perill d'extinció a causa de la introducció d'unes altres truites durant el període entre les dues guerres mundials.
La vall del Soča-Lusinç fou l'escenari de grans operacions militars, com dotze batalles del Front italià a la Primera Guerra Mundial entre el maig del 1915 i el novembre del 1917. Cap a 300.000 soldats austríacs i italians hi perderen la vida.

## Enllaços externs

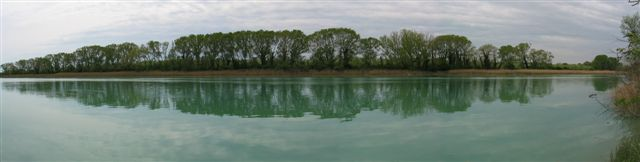
Soča-Lusinç prop de l'Adriàtic